# Strongylida
Los estrongílidos (Strongylida) son un suborden de nematodos secernénteos parásitos de equinos, porcinos, perros y gatos. Poseen importancia veterinaria al causar estrongilosis en caballos, asnos y cerdos.
El término estrongilosis es a menudo utilizado en sentido amplio; en sentido estricto, designa las parasitosis causadas por una o varias de las tres especies de Strongylus.

## Taxonomía
Este orden incluye (Superfamilias - Familias):
- Ancylostomatoidea
  - Ancylostomatidae
- Diaphanocephaloidea
  - Diaphanocephalidae
- Heligmosomoidea
  - Heligmosomidae
- Metastrongyloidea
  - Angiostrongylidae
  - Crenosomatidae
  - Filaroididae
  - Metastrongylidae
  - Protostrongylidae
  - Pseudaliidae
  - Syngamidae
- Molineoidea
  - Molineidae
- Strongyloidea
  - Chabertiidae
  - Cloacinidae
  - Deletrocephalidae
  - Stephanuridae
  - Stronylidae
- Trichostrongyloidea
  - Amidostomatidae
  - Cooperiidae
  - Dictyocaulidae
  - Dromaeostrongylidae
  - Haemonchidae
  - Heligmonellidae
  - Heligmosomatidae
  - Herpetostrongylidae
  - Mackerrasrtongylidae
  - Nicollinidae
  - Trichostrongylidae

## Principales familias

### Diaphanocepaloidea
Estos parasitan de lagartos y serpientes. Tienen un ciclo de vida directo en el suelo.

### Ancylostomatoidea
Tienen cavidades orales grandes. Infectan el intestino delgado de mamíferos carnívoros a través de la piel.

### Strongyloidea
Tienen cápsulas orales grandes con corona radiada. La mayoría de ellos infectan el intestino grueso por ingestión oral de las larvas.

### Trichostrongyloidea
Estos gusanos tienen bocas muy pequeñas y se encuentran en gran números de huéspedes.

### Metastrongyloidea
Todos estos parásitos infectan los pulmones o el sistema vascular de mamíferos, artiodáctilos, carnívoros, marsupiales, y cetáceos.